# Campomanesia
Genre
Classification APG III (2009)
Synonymes
- Abbevillea O. Berg
- Acrandra O. Berg
- Britoa O. Berg
- Campomanesia sect. Abbevillea (O. Berg) Nied.
- Campomanesia sect. Apertae Mattos
- Campomanesia sect. Clausae Mattos
- Campomanesia subg. Abbevillea (O. Berg) Kiaersk.
- Campomanesia subg. Acrandra (O. Berg) Kiaersk.
- Campomanesia subg. Britoa (O. Berg) Mattos
- Campomanesia subsect. Pedunculatae Mattos
- Campomanesia subsect. Sessiliflorae Mattos
- Lacerdaea O. Berg
- Paivaea O. Berg[2]

Campomanesia est un genre de plantes à fleurs de la famille des Myrtaceae comportant environ 30 espèces. Ce sont des arbustes ou arbrisseaux du Néotropique. L'espèce type est Campomanesia lineatifolia Ruiz & Pav..

## Description
Campomanesia correspond à des arbustes hauts de moins d'1 m, à des arbres hauts de 15. Ils portent des trichomes blanchâtres, jaunâtres ou légers bruns rougeâtre, unicellulaire, simple, mesurant environ 1 mm de long. Les feuilles persistantes ou caduques au bout d'un an, sont membraneuses à coriaces raides. La nervation est généralement brochidodrome avec des nervures latérales classées larges, une nervure marginale non clairement différenciée. On trouve souvent des touffes de trichomes, sur la surface inférieure, à l'aisselle des nervures principales. L'inflorescence se compose généralement de fleurs axillaires solitaires ou de dichasium à 3 fleurs, avec des pédoncules insérés à l'aisselle de feuilles ou de bractées réduites, parfois agrégées sur de courtes pousses de depuis les bractées. Les fleurs pentamères présentent un calice ouvert, ou fermé à divers degrés. Les bractéoles sont linéaires, étroitement elliptiques ou lancéolées, généralement caduques lors de l'anthèse. On compte 60 à 700 étamines, blanchâtre, repliée vers le centre lorsque le bouton est fermé. Les pétales sont blanchâtres, suborbiculaires ou obovés, et mesurent de 3-30 mm de long. L'ovaire compte (3) 4-18 loges, dont la paroi devient glanduleuse, submembraneuse ou légèrement ligneuse dans les fruits matures, et servent de faux tégument aux graines. On compte 4-20 ovules par loge, disposés normalement en 2 rangées longitudinales (sauf en cas d'avortement d'une loge). Les fruits sont des baies de globuleuse pouvant atteindre environ 7,5 cm de diamètre. On compte normalement 1 graine par loge ou aucune, pour un total d'environ 1 à 4 par fruit. Le tégument de la graine apparaît sous forme d'une mince membrane, souvent indétectable quand le fruit est mature. L'embryon est enroulé, huileux, rougeâtre. L'hypocotyle est épaissi et les cotylédons sont relativement petits.

## Répartition
Le genre Campomanesia est présent en Amérique du Sud tropicale et subtropicale, depuis Trinidad jusqu'au sud-est du Brésil (où il est le plus diversifié).

## Liste d'espèces
Selon The Plant List :

### Espèces valides
- Campomanesia adamantium (Cambess.) O.Berg
- Campomanesia anemonea Landrum
- Campomanesia aprica (Vell.) O.Berg
- Campomanesia aromatica (Aubl.) Griseb.
- Campomanesia aurea O.Berg
- Campomanesia blanchetiana Landrum & M.Ibrahim
- Campomanesia cucullata Proença & L.V.S.Jenn.
- Campomanesia dichotoma (O.Berg) Mattos
- Campomanesia espiritosantensis Landrum
- Campomanesia eugenioides (Cambess.) D.Legrand ex Landrum
- Campomanesia fruticosa (Vell.) O.Berg
- Campomanesia grandiflora (Aubl.) Sagot
- Campomanesia guaviroba (DC.) Kiaersk.
- Campomanesia guazumifolia (Cambess.) O.Berg
- Campomanesia hirsuta Gardner
- Campomanesia ilhoensis Mattos
- Campomanesia laurifolia Gardner
- Campomanesia lineatifolia Ruiz & Pav.
- Campomanesia lundiana (Kiaersk.) Mattos
- Campomanesia macrobracteolata Landrum
- Campomanesia mediterranea (Vell.) O.Berg
- Campomanesia neriiflora (O.Berg) Nied.
- Campomanesia pabstiana Mattos & D.Legrand
- Campomanesia phaea (O.Berg) Landrum
- Campomanesia prosthecesepala Kiaersk.
- Campomanesia pubescens (Mart. ex DC.) O.Berg
- Campomanesia racemosa (Vell.) O.Berg
- Campomanesia reitziana D.Legrand
- Campomanesia rhombea O.Berg
- Campomanesia rufa (O.Berg) Nied.
- Campomanesia schlechtendaliana (O.Berg) Nied.
- Campomanesia sessiliflora (O.Berg) Mattos
- Campomanesia simulans M.L.Kawas.
- Campomanesia speciosa (Diels) McVaugh
- Campomanesia terminalis (Vell.) Mattos
- Campomanesia transalpina (Vell.) O.Berg
- Campomanesia velutina (Cambess.) O.Berg
- Campomanesia xanthocarpa (Mart.) O.Berg

### Nomenclatures taxonomiques non résolues
- Campomanesia arenaria O.Berg
- Campomanesia crassifolia Benth.
- Campomanesia dentata O.Berg
- Campomanesia erianthum O. Berg
- Campomanesia fenzliana Glaz.
- Campomanesia luschnathiana O. Berg
- Campomanesia thea (Seem.) Gilg & Strauss